# Base Aérea Naval de São Pedro da Aldeia
A Base Aérea Naval de São Pedro da Aldeia (BAeNSPA) é a única base aérea da Marinha do Brasil e a sede de seu Comando da Força Aeronaval e todos os seus esquadrões subordinados. Entretanto, ela não sedia a totalidade da Aviação Naval Brasileira, pois vários esquadrões localizados em outros pontos do país estão subordinados aos Distritos Navais.
Em 2020 operavam da base os esquadrões de helicópteros de Instrução (HI-1), Antissubmarino (HS-1), de Esclarecimento e Ataque (HA-1) e Emprego Geral (HU-1 e HU-2) e o 1.º Esquadrão de Aviões de Interceptação e Ataque (VF-1). Esse complexo também abriga o Centro de Instrução e Adestramento Aeronaval (CIAAN) e organizações de apoio da Aviação Naval. Como organização, a base apoia o pessoal das demais organizações, executa e fiscaliza o serviço militar na região, faz a manutenção e reparos de 2.º e 3.º escalões nas aeronaves e opera uma Divisão Industrial.
Desde a recriação da Aviação Naval, a cidade de São Pedro da Aldeia já havia sido escolhida para uma base devido à sua localização estratégica perto do Rio de Janeiro. Entretanto, a princípio os helicópteros da Marinha operavam de um heliponto no quilômetro 11 da Avenida Brasil, uma localização problemática devido à proximidade do intenso tráfego aéreo do Aeroporto do Galeão. Em 1962 o CIAAN foi transferido a São Pedro da Aldeia, mesmo com as obras da base ainda incompletas. A mudança antecipada foi forma da Marinha se precaver contra a Força Aérea Brasileira (FAB) em sua disputa pela aviação embarcada. Em junho desse ano um avião da FAB foi quase metralhado pela Marinha ao sobrevoar a base. O presidente João Goulart proibiu temporariamente os voos da Marinha, levando ao episódio da “Revoada” em setembro, um protesto de aviadores navais na base contra a decisão.
A BAeNSPA foi ativada oficialmente em 1966, um ano após a resolução do conflito com a FAB. Ela foi subordinada ao ComForAerNav, cuja sede foi transferida para a base em 1971; até então, ele funcionava no porta-aviões Minas Gerais. O aeródromo passou a servir de alternativa ao tráfego aéreo da região do Rio de Janeiro, além de sediar uma unidade da FAB, a 2.ª Esquadrilha de Ligação e Observação, até 1995.
Além dos fins militares, a base inclui o Museu da Aviação Naval. O complexo da BAeNSPA ocupa 1.241 hectares, dos quais 3/4 são áreas verdes ocupadas por brejos, mangues, savanas e restingas remanescentes da Mata Atlântica. Essa área contém sítios arqueológicos de aldeias tupinambás.